# Donsin (Loumbila)
Pour les articles homonymes, voir Donsin.
Donsin est une localité située dans le département de Loumbila de la province de l'Oubritenga dans la région Plateau-Central au Burkina Faso.

## Géographie
Donsin se trouve à 7 km au nord-ouest de Loumbila et à 7 km à l'ouest de Ziniaré, le chef-lieu provincial.

## Économie
L'agriculture, permise par la retenue d'eau du barrage en remblais, est la principale activité économique de la commune.

## Santé et éducation
Donsin accueille un centre de santé et de promotion sociale (CSPS) tandis que le centre médical avec antenne chirurgicale (CMA) de la province se trouve à Ziniaré.
Le village possède une école primaire publique.

## Religion
L'église du Sacré-Cœur de Donsin est de rite catholique.